# ケルクハイム (タウヌス)
ケルクハイム (タウヌス) (ドイツ語: Kelkheim (Taunus), ドイツ語発音: [ˈkɛlkha‿im]) は、ドイツ連邦共和国ヘッセン州マイン＝タウヌス郡の市である。フォアタウヌス地方（ライン＝マイン地域）に位置し、フランクフルト・アム・マイン＝ウンターリーダーバッハ市区の北西約 10 km にあたる。

## 地理

### 位置
ケルクハイムはフランクフルト・アム・マインの北西に隣接する。フランクフルト（10 km 南東）以外の近隣の重要な都市としては、ヴィースバーデン（約 25 km）やマインツ（約 30 km）がある。

### 市域の広がり
市域は、マイン盆地（海抜 122 m）からタウヌス山地の尾根にまで広がっており、最高地点は海抜 563.3 m のアイクコプフである。その他の山としては、シュタウフェン (451 m)、ロッセルト (515.9 m)、アッツェルベルク (506.7 m) である。
ケルクハイムの市域をリーダーバッハ川（ホルナウ、ミッテ、ミュンスターの各市区を流れる）とクレプスバッハ川が流れている。後者の水源はルパーツハインにあり、フィッシュバッハ市区でフィッシュバッハ川となる。1958年からリーダーバッハ川は何段階にもわたって、流路の再自然化、景観形成の工事がなされ、洪水対策の改良も行われた。この工事は、3.5 km の水路全線で行われ、2014年までに完了した。

### 隣接する市町村
ケルクハイムは、北はグラースヒュッテンおよびケーニヒシュタイン・イム・タウヌス（ともにホーホタウヌス郡）、東はバート・ゾーデン・アム・タウヌスおよびリーダーバッハ・アム・タウヌス、南は郡独立市のフランクフルト・アム・マイン、西はホーフハイム・アム・タウヌスおよびエップシュタインと境を接する。

### 市区
ケルクハイム (タウヌス) は市としては比較的若い自治体である。各市区の文献上最初の記録は比較的古い。
- 780年 - フィッシュバッハおよびリーダバッハ（現在のミュンスター）
- 874年 - ホルナウ
- 880年 - ケルクハイム
- 1285年 - エッペンハイン
- 1294年 - ルパーツハイン

市への昇格は1938年4月1日であった。フィリップ・フォン・ヘッセンは、プロイセン王国のヘッセン＝ナッサウ州知事として、ミュンスターとホルナウがケルクハイムに合併することを命令し、この新たな自治体に都市権を授けた。
しかし、総人口 5,300人のうち、特にミュンスターでは、誰一人不平を唱える者はなかった。しかし、第二次世界大戦後、ミュンスター住民は独立を回復しようと努力した。州政府は市の発展にとって重要な合併であると認識していたため、署名運動にもかかわらず成功はしなかった。
6つの市区からなる現在のケルクハイム市の姿は、ヘッセン州の地域再編により形成された。1977年1月1日にケルクハイム市とそれまで独立した町村であったフィッシュバッハとロッセルトが合併し、新たなケルクハイム市が成立した。この際にも抵抗はあった。ルッパーツハインとエッペンハインは数年前にロッセルトとして合併し、それまでケルクハイムへの合併を免れていた。
| 市区             | 人口（人） | 概説 |
| ---------------- | ---------- | --- |
| ケルクハイム     | 8,897      | かつてのケルクハイム村を起源とするケルクハイム＝ミッテ（ケルクハイム中央）は、本市の「インネンシュタット」（中心地区）である。 |
| ミュンスター     | 7,239      | ミュンスターは最も南の市区である。この市区には、屋外プール、総合学校、本市最大の産業地区がある。                               |
| ホルナウ         | 4,237      | ホーラウは模範的に整備された古い中心街を有している。                                                                           |
| フィッシュバッハ | 5,860      | フィッシュバッハは住宅地区である。また、行楽地のレストラン「ギムバッヒャー・ホーフ」と「レッタースホーフ」が有名である。       |
| ルパーツハイン   | 2,142      | ルパーツハインは「ツァウバーベルク」（直訳すると「魔法の山」）で知られる。壮大な病院がある。                                   |
| エッペンハイン   | 1,084      | エッペンハインはホーアー・タウヌス山地内の海抜 423 m に位置し、交通に通れる道は一本道しかない。                                |
| 合計             | 28,459     | 人口は 2016年12月31日現在である。                                                                                              |

## 行政

### 議会
ケルクハイム (タウヌス) の市議会は、45議席からなる

### 首長
ケルクハイムの市長は、2015年7月1日からアルブレヒト・キュンディガーである。キュンディガーはケルクハイム初のドイツキリスト教民主同盟以外の市長である。彼は、2015年6月28日の選挙で 60.8 % の票を獲得して市長に初当選した。この選挙の投票率は 49.2 % であった。

### 紋章
ケルクハイムの紋章は、四分割。上部向かって左は、赤地に6本スポークの銀の輪（マインツの輪）。上部向かって右は、銀地に赤いホルン。下部の地色は上部のそれを逆転させたものである。下部中央にそれぞれの地色と逆の色で彩色された蹄鉄が描かれている。1938年4月1日にケルクハイム、ホルナウ、ミュンスターの 3つの自治体が合併してケルクハイム市になった後、市の紋章がデザインされた。この企画は第二次世界大戦によって延期され、ケルクハイム市は1950年6月19日になってやっと市章の承認を得た。かつて独立していた 3つの自治体が合併して成立したことを示すため、この紋章にはケルクハイム、ホルナウ、ミュンスターの旧町村を象徴する意匠が描かれている。蹄鉄はケルクハイムを示す。1668年にはこの町の印章にこのデザインが用いられていた。ホルン (Horn) は地口でホルナウ (Hornau) に通じることから選ばれた。輪は、マインツ選帝侯の紋章であるマインツの輪に由来する。ミュンスターは1450年から1803年までこの選帝侯領に属していた（最初にマインツの輪が町の印章に用いられたのは1694年）。1977年1月1日にフィッシュバッハ、ルパーツハイン、エッペンハインが合併した後、新たな紋章のデザインが議論されたが、新しい市区はいずれも1581年から1803年までマインツ選帝侯領に属していたため、すでにマインツの輪で表現されているという理由で拒否された。

### 旗
旗は、1954年10月22日にヘッセン州内務省の認可を得た。
両側が赤地、中央の白地の中に、赤と白で四分割され輪とホルンと蹄鉄を配したケルクハイム市の紋章が描かれている。

### 姉妹都市
- サン＝フォン（フランス、ローヌ県）1971年
- ハイ・ウィカム（イギリス、バッキンガムシャー）1985年

## 経済と社会資本

### 経済
ケルクハイムは「家具の街」として知られている。数多くの中規模な家族企業が現在まで家具（特に高品質な家具や古様式家具）を造り、販売している。最も有名な製品はフランクフルター・シュランク（キャビネット）である。また、1997年までは年に1回地域を超えて有名な家具展示会がケルクハイムで開催されていた。さらにケルクハイムには製紙業者や工具製造業者および大小の手工業者がある。

### 主な企業
- Autania Aktiengesellschaft für Industriebeteiligungen

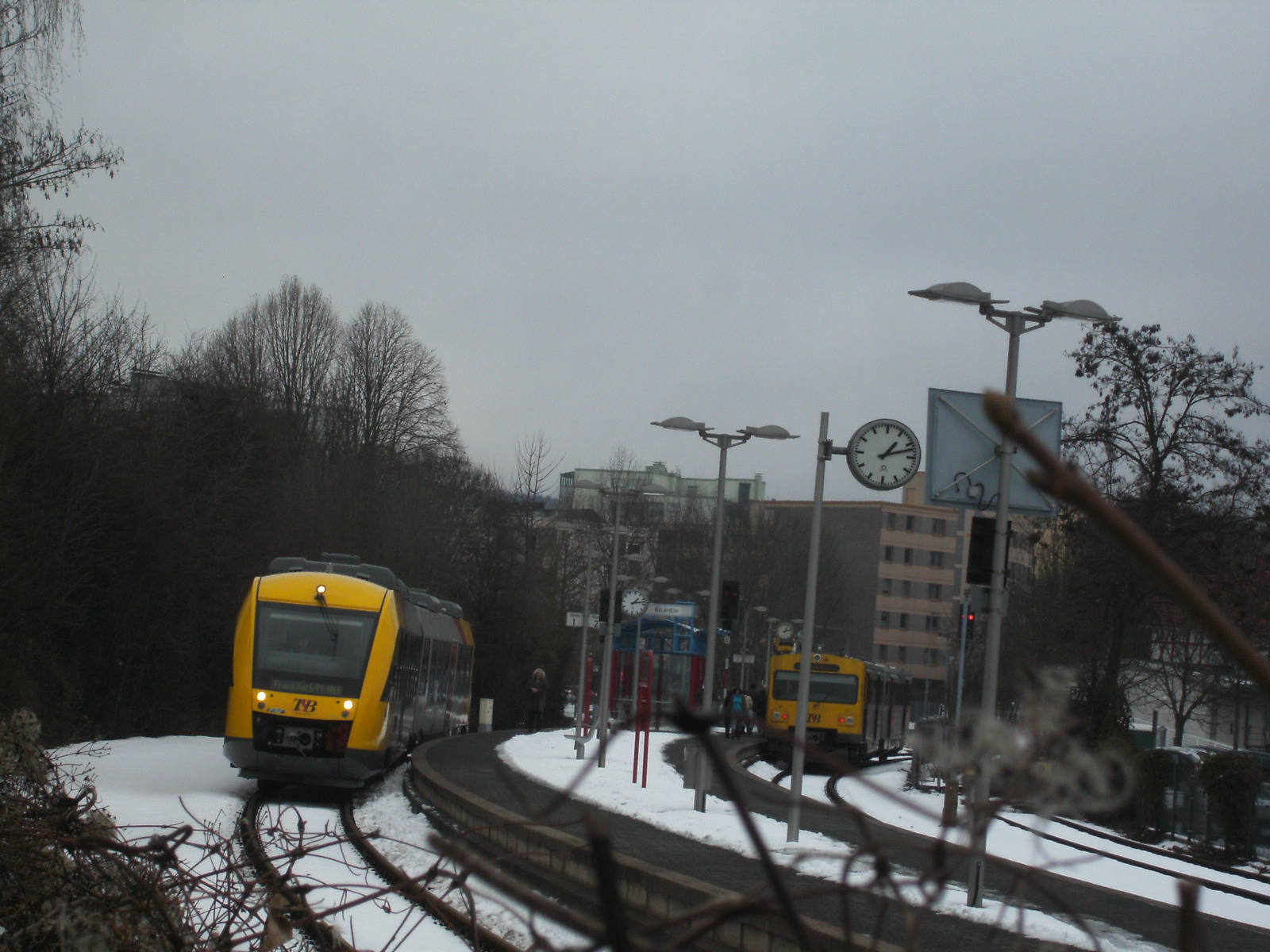
ケルクハイム駅

- ローテンベルガー

### 交通
ケルクハイムには、Sバーン風の郊外鉄道であるケーニヒシュタイナー鉄道の駅が3つある。ケーニヒシュタインからケルクハイムおよびフランクフルト＝ヘーヒストを経由してフランクフルト中央駅まで行く列車が 30分間隔で運行されている。この路線の運営は、フランクフルト＝ケーニヒシュタイナー鉄道 (FKE) であるが、この会社は、2006年にこの業務をヘッシシェ・ランデスバーン GmbH (HLB) から引き継いだ。
HLBは、フランクフルトの西側で数多くのバス路線を運営している。ライン＝マイン交通連盟の 804系統は、6つの市区すべてを結んでいる。この他に263系統、815系統、ルパーツハインを通る 81系統、ケルクハイムを通る 805系統がある。
ケルクハイム市内を連邦道 B8号線（フランクフルト - リムブルク、フランクフルト側はアウトバーン風に拡充されている）、B455号線（ヴィースバーデン - バート・ホムブルク）、B519号線（リュッセルスハイム - ケーニヒシュタイン）が通っている。連邦アウトバーン A66号線には、ケルクハイム・インターチェンジがあるが、これはフランクフルト＝ウンターリーダーバッハ市区に位置している。

## 文化と見所

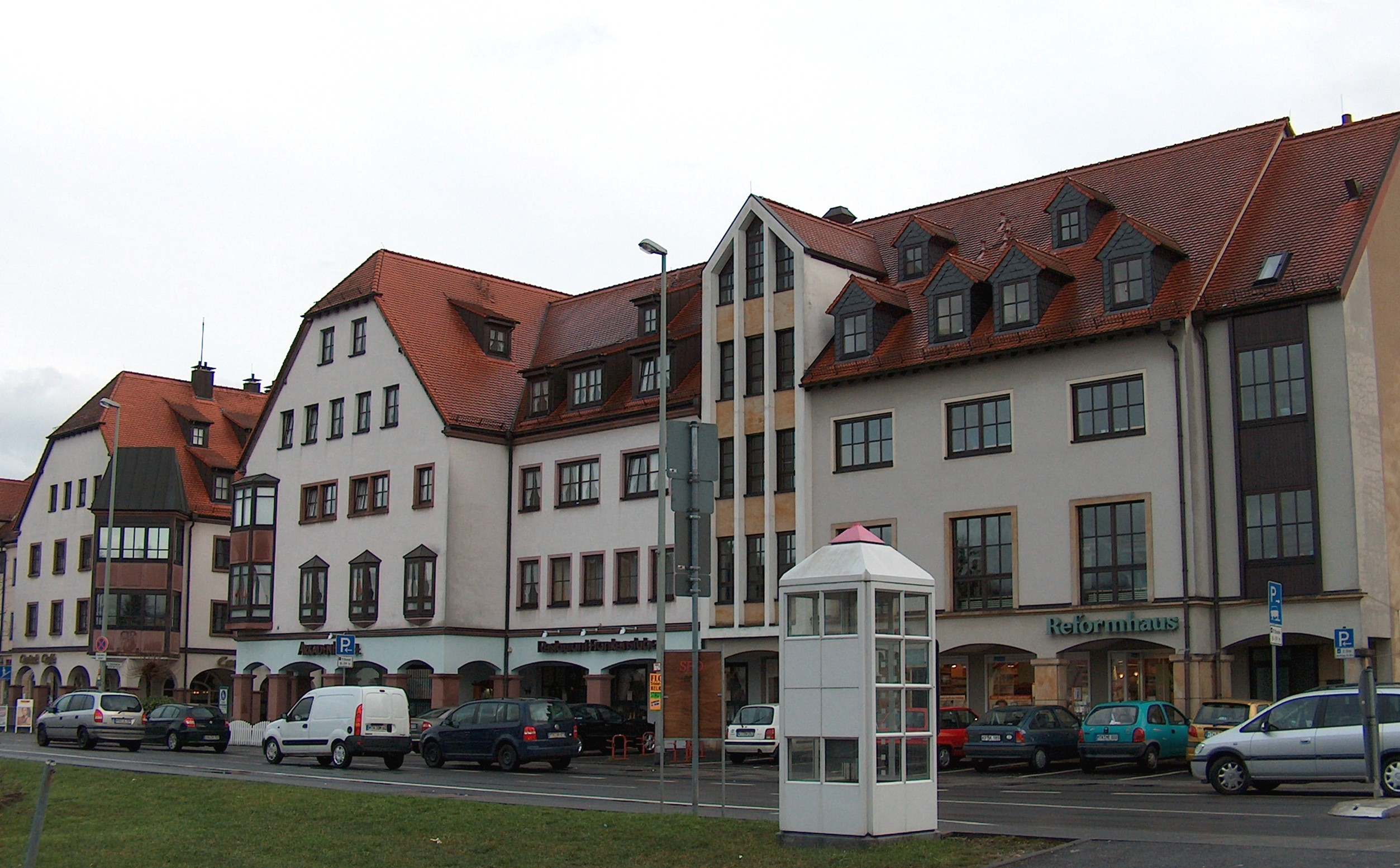
ケルクハイムのノイエミッテ

ケルクハイム＝ミッテには、車の通行量が制限されたショッピングストリート、バーン通りがある。この市区のフランケンアレー沿いに、2008年11月にノイエ・シュタットミッテがオープンした。市のメインストリートは、ケルクハイム＝ミッテとミュンスター市区を南北に貫くフランクフルター通りである。

### 文化
ケルクハイムでは、クラシック音楽（「古楽の日」）からロックにいたるコンサート、朗読会、キャバレーや演劇上演などの活発な文化活動がなされている。これらはケルクハイム文化協会および市の文化局が開催している。さらにケルクハイムには、2つの近代的なスクリーンを持つ映画館がある。

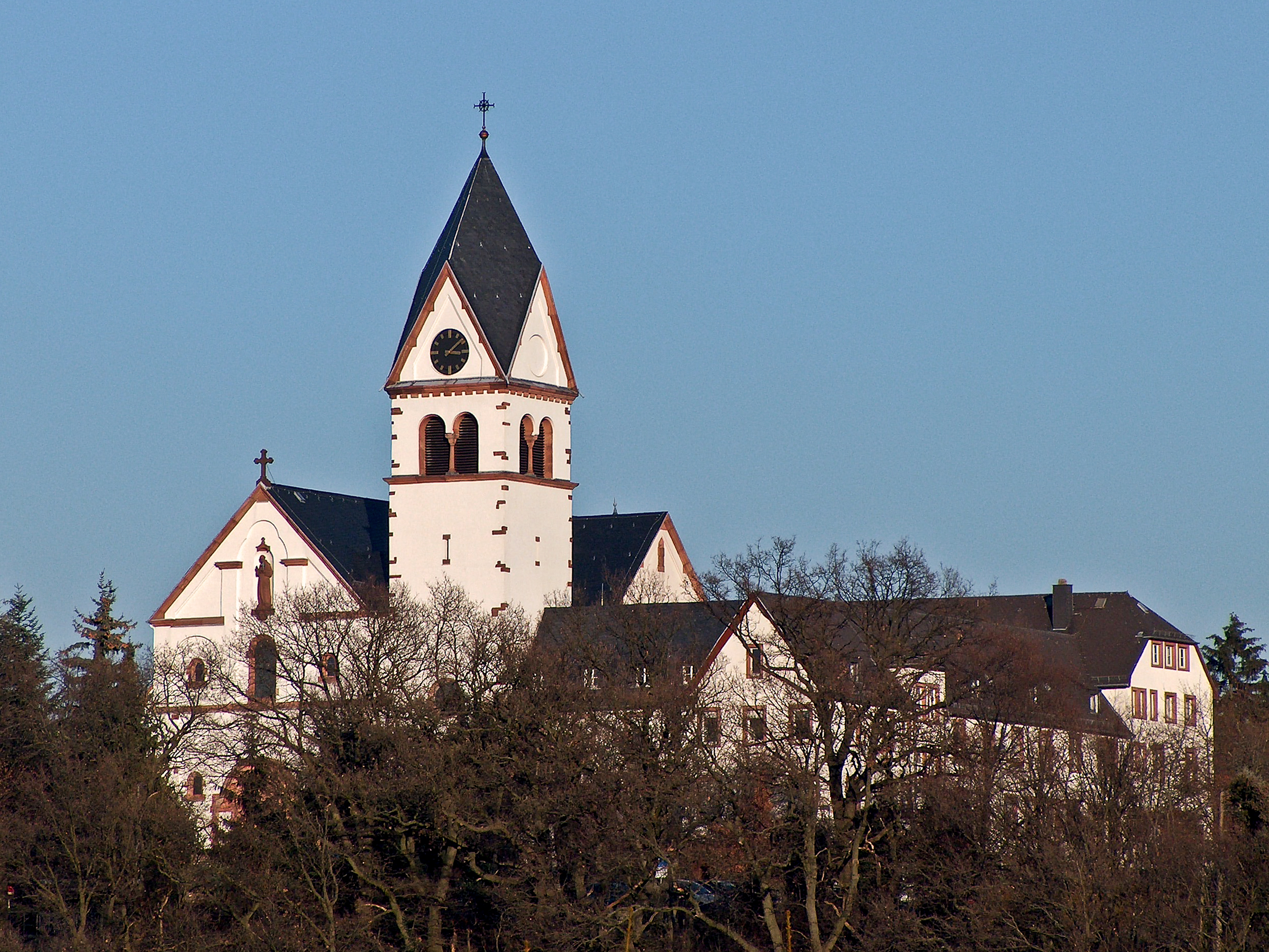
フランシスコ修道院

### 見所
- フランシスコ会修道院（1909年建造、ネオロマネスク様式）。本市を象徴する建造物の一つである。
- 市立ホール（1948年）
- 旧帝立郵便局 - フリードリヒ通り
- レッタースホーフ - 中世の邸宅。フィッシュバッハ近郊
- レッタースホーフの近くに約 350年前の墳丘墓がある。
- ギムバッヒャー・ホーフ - フィッシュバッハとケルクハイム＝ミッテとの間にある邸宅で、現在は人気の郊外レストランである。
- フィッシュバッハの教区教会である聖三位一体教会（1781年）旧ギムバッハ教会から移設された中世初期（7世紀）の墓石がある。
- ミュンスターの旧村役場 - 豪壮な木組み建築（1789年）
- 上記の村役場の隣にある古典主義様式の教区教会である聖ディオニシウス教会（1811年）
- ホルナウ市区中心街（ホルナウアー通り）市内で最も古い家（1568年）がある。
- ガーゲルン家の邸宅と墓（当家のハインリヒ・フォン・ガーゲルンは、フランクフルトのパウロ教会で1848年から1849年に開催されたフランクフルト国民議会の総裁を務めた人物である）
- ガーゲルン邸の近くにホルナウのマルティン教会（1725年）がある。
- 旧ルパーツハイン肺結核療養所（ゲルハルト＝ドーマク＝クリニーク、現在のツァウバーベルク文化センター）
- アッツェルベルク塔 - エッペンハイン市区近郊のアッツェルベルク山にある高さ 31 m の展望塔で、2008年8月5日に火災に遭い（おそらくは放火による）、破壊された。
- ケルクハイム博物館 - 手工芸家具と市の歴史に関するコレクション
- テヒニクム 29 - 古い計算機、コンピュータ、通信機器に関する民営の博物館

- レッタースホーフの楼門
- レッタースホーフの中庭
- ギムバッヒャー・ホーフ
- ミュンスターの旧村役場
- 聖ディオニシウス教会
- ホルナウの市内で最も古い家
- ホルナウのガーゲルン邸
- ホルナウの旧マルティン教会
- ホルナウの新マルティン教会
- ルパーツハインの旧肺結核療養所
- 焼失前のアッツェルベルク塔

### スポーツ
ケルクハイムには、成功した男子ハンドボールチームを擁するTSG ミュンスターがある。このチームは、2005年から2011年までハンドボール・ブンデスリーガ2部でプレイした。この他に様々なスポーツクラブが幅広いスポーツ種目を提供している。地元のヴァンダーフェラインは大変に人気がある。
SG ケルクハイム・リザードは、ドイツで最も成功したフラッグフットボール・チームの一つである。

## 人物

### ゆかりの人物
- パスカル・ロラー（1976年 - ）バスケットボール選手
- ベニャミン・ケーラー（1980年 - ）サッカー選手

## 引用
1. ↑  Hessisches Statistisches Landesamt: Bevölkerung in Hessen am 31.12.2023 (Landkreise, kreisfreie Städte und Gemeinden, Einwohnerzahlen auf Grundlage des Zensus 2011)]
2. ↑  Max Mangold, ed (2005). Duden, Aussprachewörterbuch (6 ed.). Dudenverl. p. 460. ISBN 978-3-411-04066-7
3. ↑  FAZ: Blaues Band durch Kelkheim; 11. Januar 2013, p. 57
4. ↑  2011年3月27日の市議会議員選挙結果、ヘッセン州統計局（2013年6月25日 閲覧）
5. ↑  ヘッセン州統計局: 2015年6月28日のケルクハイム市長選挙結果（2015年7月10日 閲覧）